# 우리새 2호
우리새 2호는 KAIST 항공우주공학과 권세진 교수 연구팀이 KAIST 인공위성연구소와 공동으로 개발한 소형 관측로켓이다. 대한민국 민간 최초의 관측로켓이다.

## 역사
2018년 10월 28일, 오전 10시 40분쯤 전북 새만금 간척지에서 우리새 2호를 발사했다.
로켓은 900여m 상공까지 올라갔다가 낙하산을 펴고 낙하했다. 원래 3 km까지 올라갈 수 있는데, 정부가 고도 1 km까지 비행허가를 해주었다. 2017년에는 일체 허가를 해주지 않아서, 전혀 발사를 할 수 없었다. 고도 10 km 버전을 개발중이다.
2018년 11월 4일, 오전 11시 10분쯤 전북 새만금 간척지에서 우리새 2호를 2차 발사했다.